# Ligne de trolleybus 38 (Liège)
La ligne 38 est une ancienne ligne du trolleybus de Liège qui reliait Liège à Wandre.

## Histoire
19 novembre 1962 : suppression.

### Monographies
- Jean-Géry Godeaux, Les tramways au pays de Liège, t. 3 : Liège aux fils des trolleybus, Groupement belge pour la promotion et l'exploitation touristique du transport ferroviaire (GTF), 2001, 490 p.